# Café Lamblin
Pour les articles homonymes, voir Lamblin.

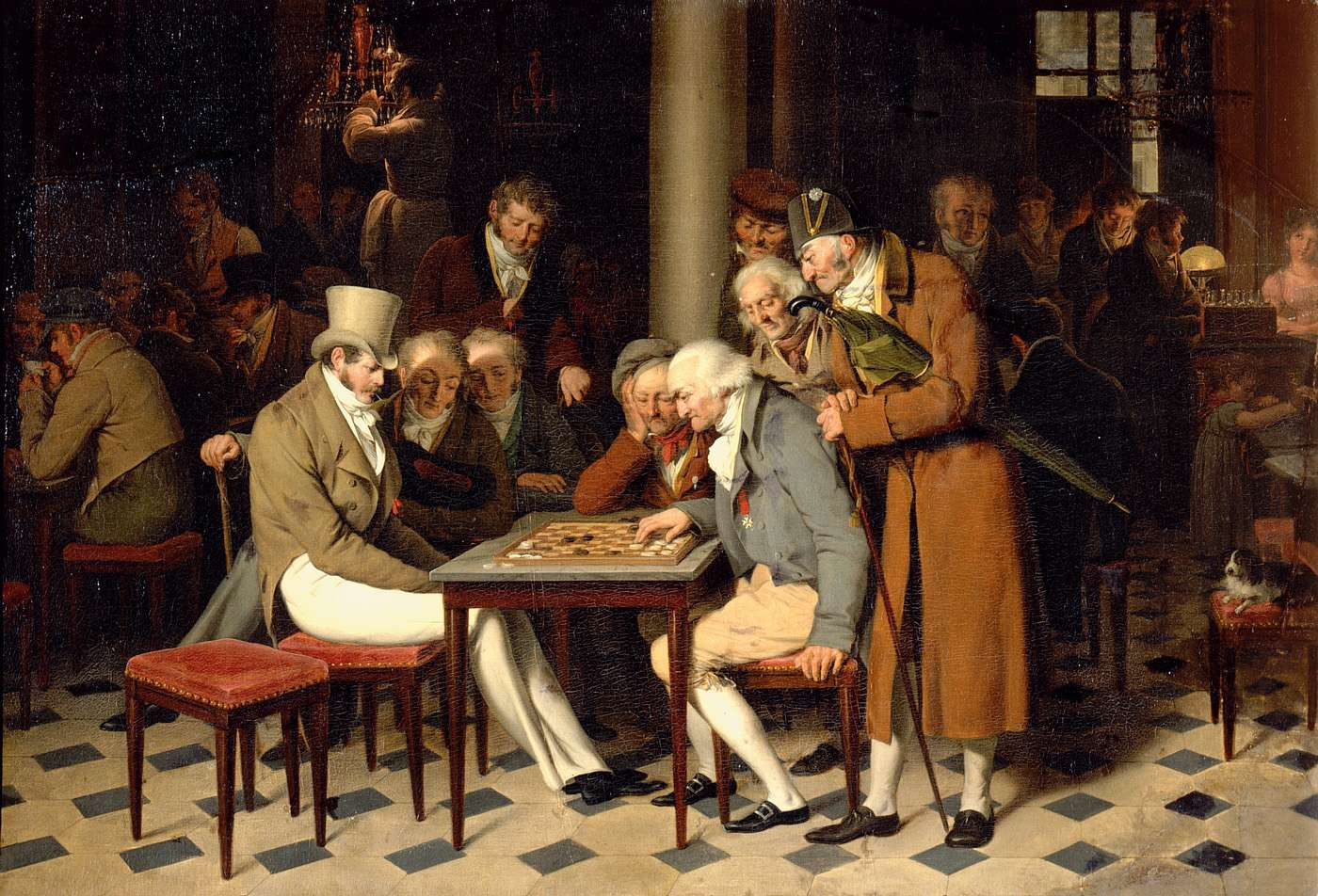
Jeu de dames au Café Lamblin par L.-L. Boilly, av. 1808

Le Café Lamblin  est un ancien café parisien, fondé en  1805, (l'année de la  bataille d'Austerlitz) par un ancien serveur au Café de la Rotonde, nommé Lemblin. À cette époque, il était situé au no 103 de la galerie de Chartres (de nos jours galerie Beaujolais) du Palais-Royal. Le nom du café a été orthographié, par la suite, tantôt « Lamblin », tantôt « Lemblin ».
Rendez-vous des femmes galantes et des bonapartistes dans la première moitié du XIXe siècle, il fut à partir de 1815 un foyer d'opposition pour les bonapartistes. Les demi-soldes de l'armée de l'Empereur venaient y raconter leurs souvenirs de la guerre d'indépendance espagnole et de la campagne de Russie.
Par la suite, le décor mural fut créé par l'architecte Gustave Alavoine.
C'est là que Philippe Bridau, personnage de La Rabouilleuse d'Honoré de Balzac, vient jouer et comploter en compagnie des nostalgiques de l'Empire. « Philippe fut un des bonapartistes les plus assidus du café Lamblin, véritable Béotie constitutionnelle ; il y prit les habitudes, les manières, le style et la vie des officiers à demi-solde ; et, comme eût fait tout jeune homme de vingt et un ans, il les outra, voua sérieusement une haine mortelle aux Bourbons, ne se rallia point. » « Le soir, au café Lemblin, au café Minerve, le colonel Philippe déblatéra contre le parti libéral qui faisait des souscriptions, qui vous envoyait au Texas, qui parlait hypocritement des Soldats Laboureurs, qui laissait des braves sans secours, dans la misère, après leur avoir mangé des vingt mille francs. » Stendhal et Charles Baudelaire ont fréquenté ce café. C'est dans ce café, selon Charles Asselineau, qu'Hippolyte Babou trouva le titre Les Fleurs du mal (juin 1855).
Ce café est encore actif en 1863, quand Léo Lespès écrit dans Le Monde illustré une petite histoire en feuilletons des cafés de Paris : il rappelle que Brillat-Savarin, après 1815, venait y déjeuner accompagné de son chien nommé Sultan.
Il disparaît au moment de la Commune de 1871.